# Cheirogaleus sibreei
Il chirogaleo di Sibree (Cheirogaleus sibreei Major, 1896) è un lemure della famiglia Cheirogaleidae, endemico del Madagascar.

## Descrizione
Il colore del pelo è grigio-ramato sul dorso, con la testa e la coda dalle sfumature arancio carico più pronunciate. La gola, il petto, il ventre ed il lato interno delle zampe sono biancastri: il cerchio attorno agli occhi è nero.

## Biologia
Si tratta di un animale notturno, solitario e di abitudini prettamente arboricole.